# Ophiuche obacerralis
Ophiuche obacerralis är en fjärilsart som beskrevs av Walker 1859. Ophiuche obacerralis ingår i släktet Ophiuche och familjen nattflyn. Inga underarter finns listade i Catalogue of Life.